# Электрическая зубная щётка

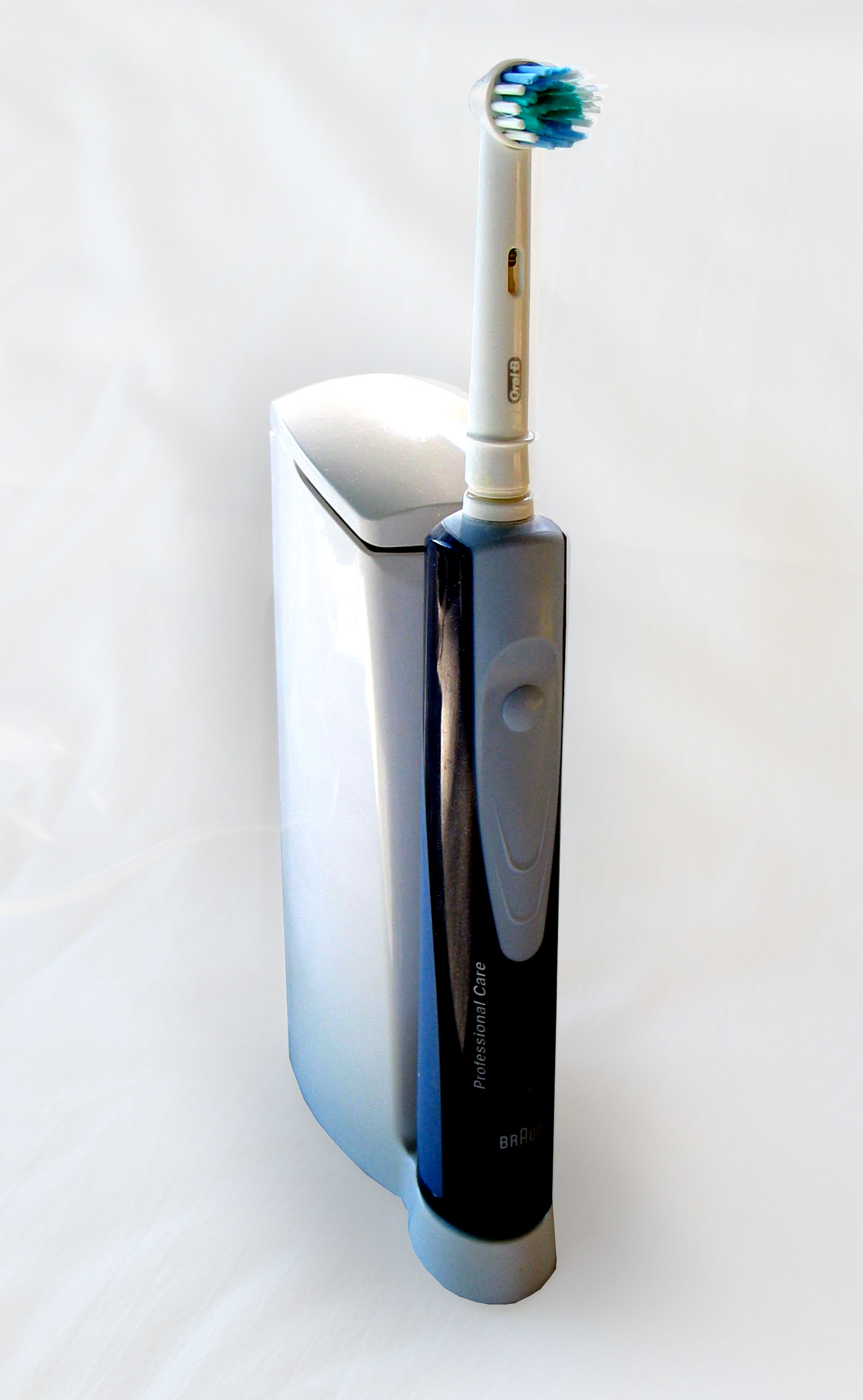
Электрическая зубная щётка с аккумулятором

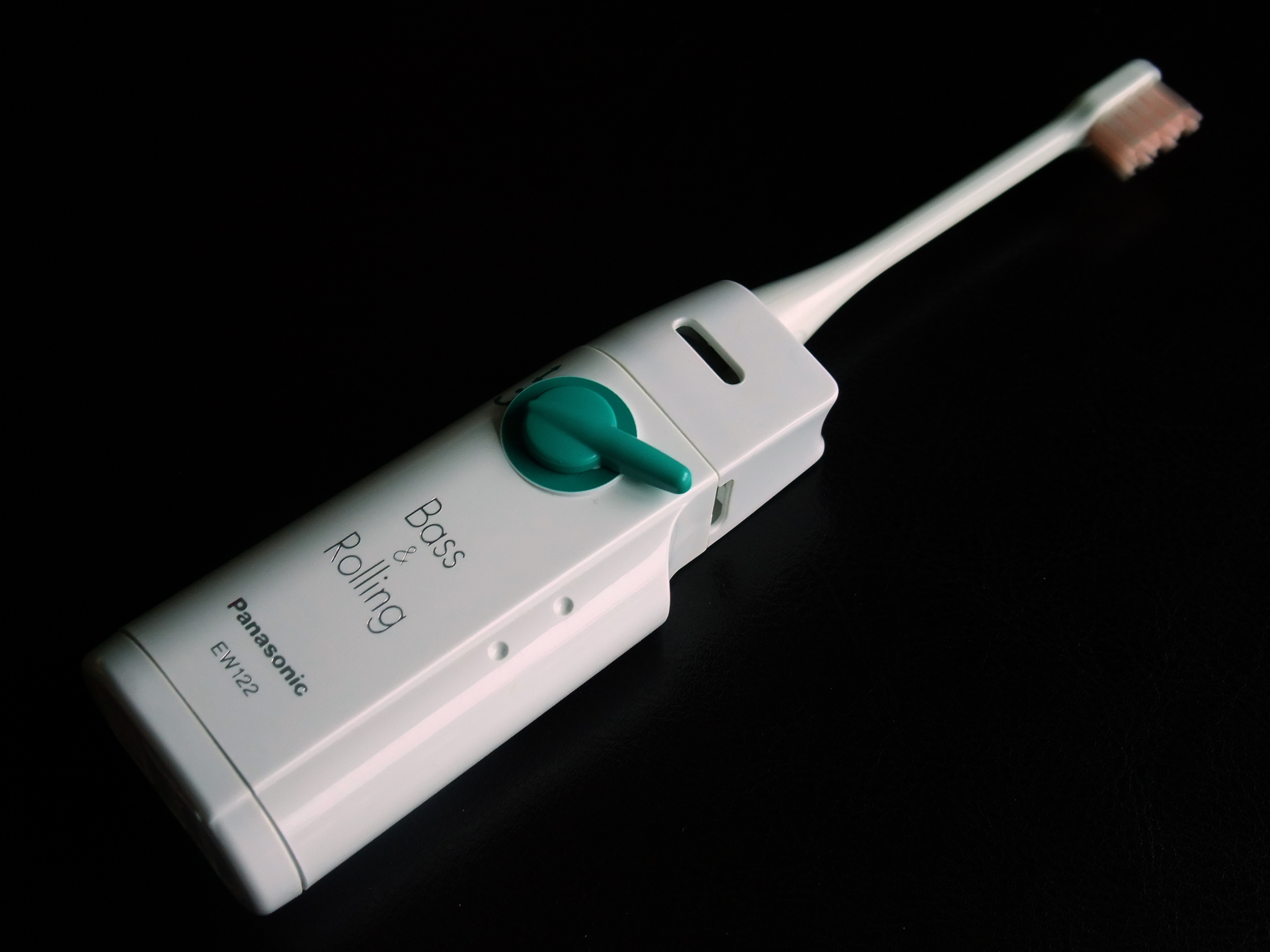
Электрическая зубная щётка с батарейкой

Электрическая зубная щётка — это щётка, щетинки которой вибрируют c помощью электрического моторчика. Как правило, этот моторчик встроен в корпус щётки и берёт питание от аккумулятора, либо от батарейки. Щетинки вибрируют либо вверх-вниз, либо возвратно-вращательно.

## История
Первая электрическая щётка под брендом Broxodent была изобретена в Швейцарии в 1954 году доктором Филипп-Ги Воогом. Их начали производить в Швейцарии, а затем во Франции для фирмы Broxo S.A. Прибор имел электропитание от домашней сети переменного тока. Вначале электрические зубные щётки были созданы для людей с ограниченной моторикой, а также для пациентов с ортодонтическими брекет-системами.
Электрическая щётка Broxo была представлена в США в 1959 году фирмой E. R. Squibb and Sons Pharmaceuticals и продавалась под брендом Broxo-Dent или Broxodent.
В 1967 году были выпущены первые советские электрические зубные щётки (их делала фабрика "Страуме" в Риге, они работали от батареек типа "Сатурн"), в 1968 году в Москве завод "Микромашина" начал выпуск электрических зубных щёток собственной конструкции (с встроенным аккумулятором и заряжанием от электросети).
В 1980-х годах фирма Squibb передала право дестрибьюции линейки Broxodent отделу Somerset Labs фирмы Bristol Myers Squibb.
Первая беспроводная Автоматическая зубная щётка была представлена компанией General Electric в 1960-х годах. У неё не было шнура и она имела никель-кадмиевый аккумулятор. Несмотря на портативность, щётка была довольно объёмной, размером примерно как две батарейки типа Д для фонариков. Никель-кадмиевые аккумуляторы того времени страдали «эффектом памяти». Щётка General Electric продавалась с зарядным стендом, в котором она должна была находиться в вертикальном положении и заряжаться постоянно, что негативно влияло на этот тип никель-кадмиевых аккумуляторов. Аккумуляторы имели короткий срок жизни и не были заменяемыми.
Использование переменного тока в приборе, находящемся во влажной среде ванной комнаты было проблематично. 
В начале 1990-х годов американская частная лаборатория по тестированию UL и канадская ассоциация стандартов CSA прекратили сертифицировать приборы с проводом для использования в ванной комнате. В новых приборах производителям пришлось использовать трансформаторы, чтобы щётка работала на низком вольтаже (обычно −12, 16 или 24 вольт). Требования стандартов многих стран предусматривают обязательное наличие в ванной комнате УЗО (например, с 1980-х годов в США в розетках новостроек).
В 1990-х годах появились проблемы с сертификацией оригинального дизайна Broxodent. К тому же щётки с аккумуляторами стали серьёзно конкурировать с этим дизайном. Broxo S. A. до сих пор производит свою низковольтажную модель, но в ограниченном количестве из-за появления крупных конкурентов Philips Sonicare и Braun .
Первая ультразвуковая зубная щётка была запатентована в 1992 году под брендом Ultima, позже — Ultrasonex, и в том же году получила одобрение FDA США для ежедневного домашнего использования. Вначале Ultima имела только ультразвуковое действие, но спустя пару лет в конструкцию Ultrasonex был добавлен моторчик для дополнительной механической звуковой вибрации. В настоящее время существуют несколько брендов ультразвуковых щёток, комбинирующих ультразвуковое и механическое действие.

## Категории щёток

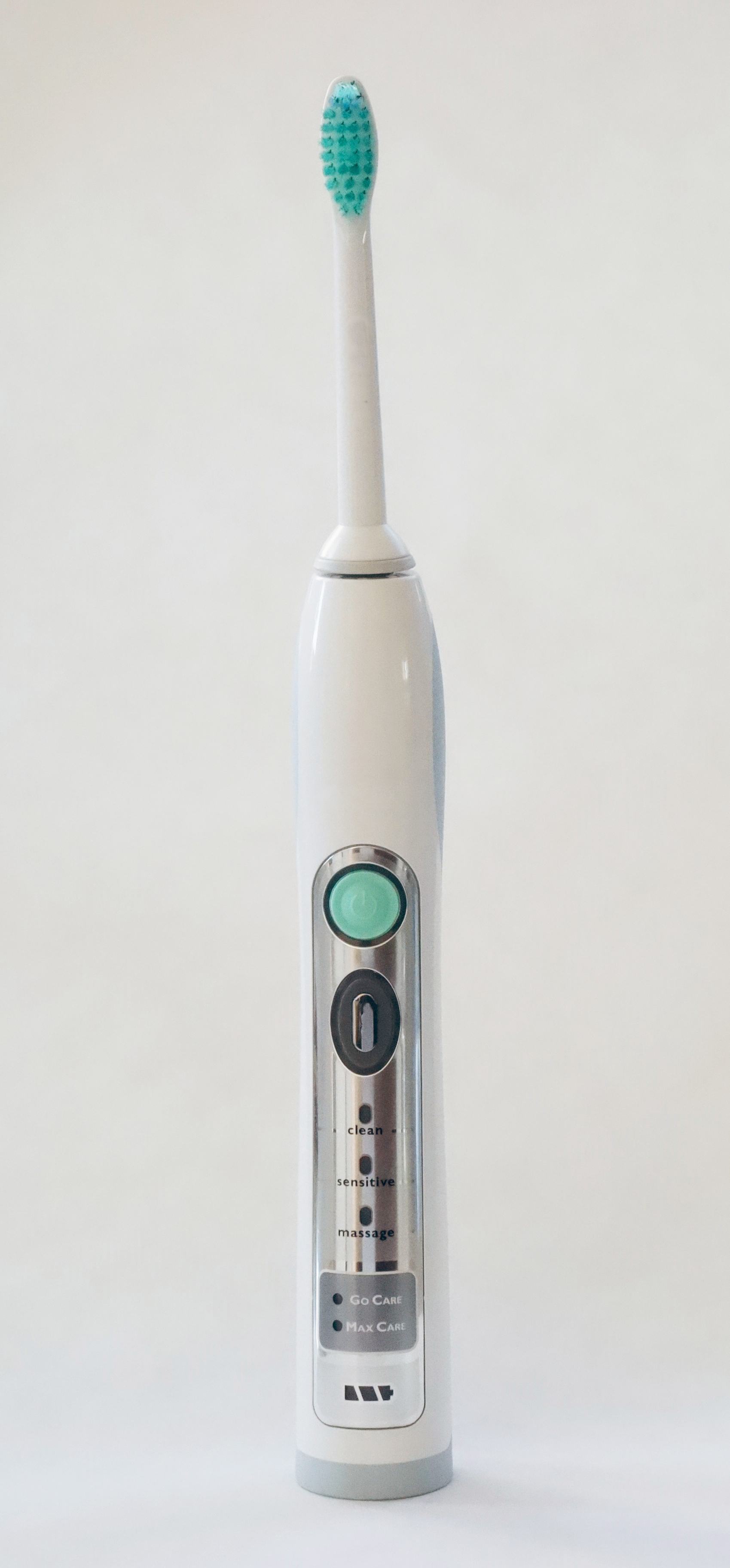
Звуковая зубная щётка (Sonicare)

Электрические щётки могут быть поделены на 2 категории, в зависимости от движения щетинок: вибрация вверх-вниз (например, Sonicare) или возвратно-вращательные движения (например, Oral B).
Техника чистки вибрирующими зубными щётками схожа с техникой чистки ручными, а чистка щётками с возвратно-вращательными движениями щетинок предполагает медленное перемещение с зуба на зуб.
Электрические зубные щётки также можно классифицировать в зависимости от скорости движения щетинок: стандартные, звуковые и ультразвуковые. Если движения щетинок (а не моторчика) слышны человеческому уху (20Гц — 20 000Гц) — эта щётка считается звуковой. Движения за пределами слышимости человеческого уха — это ультразвуковая щётка. Некоторые ультразвуковые щётки (например, Megasonex и Ultreo) имеют и звуковое, и ультразвуковые действие.

## Звуковые зубные щётки
Разработка звуковой технологии стала следующим шагом на пути улучшения очищающих свойств и снижения абразивного воздействия на твёрдые ткани зубов. Её основным отличием является создание динамического потока жидкости (смеси воды, слюны и зубной пасты) благодаря колебательным движениям щетинок с определённой частотой и амплитудой. Согласно результатам исследований, звуковая зубная щётка способна удалять более 70 % налёта при расположении концов щетины на расстоянии 2-3 мм от очищаемой поверхности [1]. Таким образом, данная технология обеспечивает эффективное удаление налёта в межзубных промежутках и под десной, минимизируя вероятность травмы твёрдых тканей зубов и тканей пародонта. В ходе клинических исследований был установлен более выраженный очищающий эффект звуковых зубных щёток по сравнению с мануальными [2].
Высокая звуковая скорость обеспечивает образование однородной пены из пасты, слюны и кислорода, эта смесь позволяет эффективно и бережно очистить зубы со всех сторон, включая труднодоступные места. Благодаря созданию ирригационного эффекта, очищение зубного налёта происходит мягко, без усилий, не травмируя эмали зубов.
Ворсинки, совершающие микродвижения со звуковой частотой, тщательно массируют десны, тем самым усиливая микроциркуляцию крови и профилактируя заболевания дёсен.
Щетина большинства щёток изготовлена из современного высококачественного гипоаллергенного синтетического материала нейлон (dupont). Отличная форма насадок позволяет подобрать подходящую для дифференцированного ухода: ежедневного очищения, очищения труднодоступных мест, с отбеливающим и укрепляющим эффектом. Например: отбеливающая щетина насадки пропитана полирующими частицами карбоната кальция для эффективного удаления поверхностного окрашивания, а также соединением фторида натрия для укрепления зубной эмали.
Детские электрические звуковые зубные щётки разработаны специально для детей, работают при более низкой частоте колебательных движений (16 000 — 18 000), а их мягкие щетинки не травмируют эмаль детских зубов. Детские щётки имеют яркий привлекательный дизайн и дополнительные функции, которые позволяют не только повысить мотивацию к чистке, но и способствовать формированию у ребёнка полезной привычки поддержания гигиены полости рта.
Большинство современных электрических щёток имеют аккумулятор.

## Ультразвуковые зубные щётки

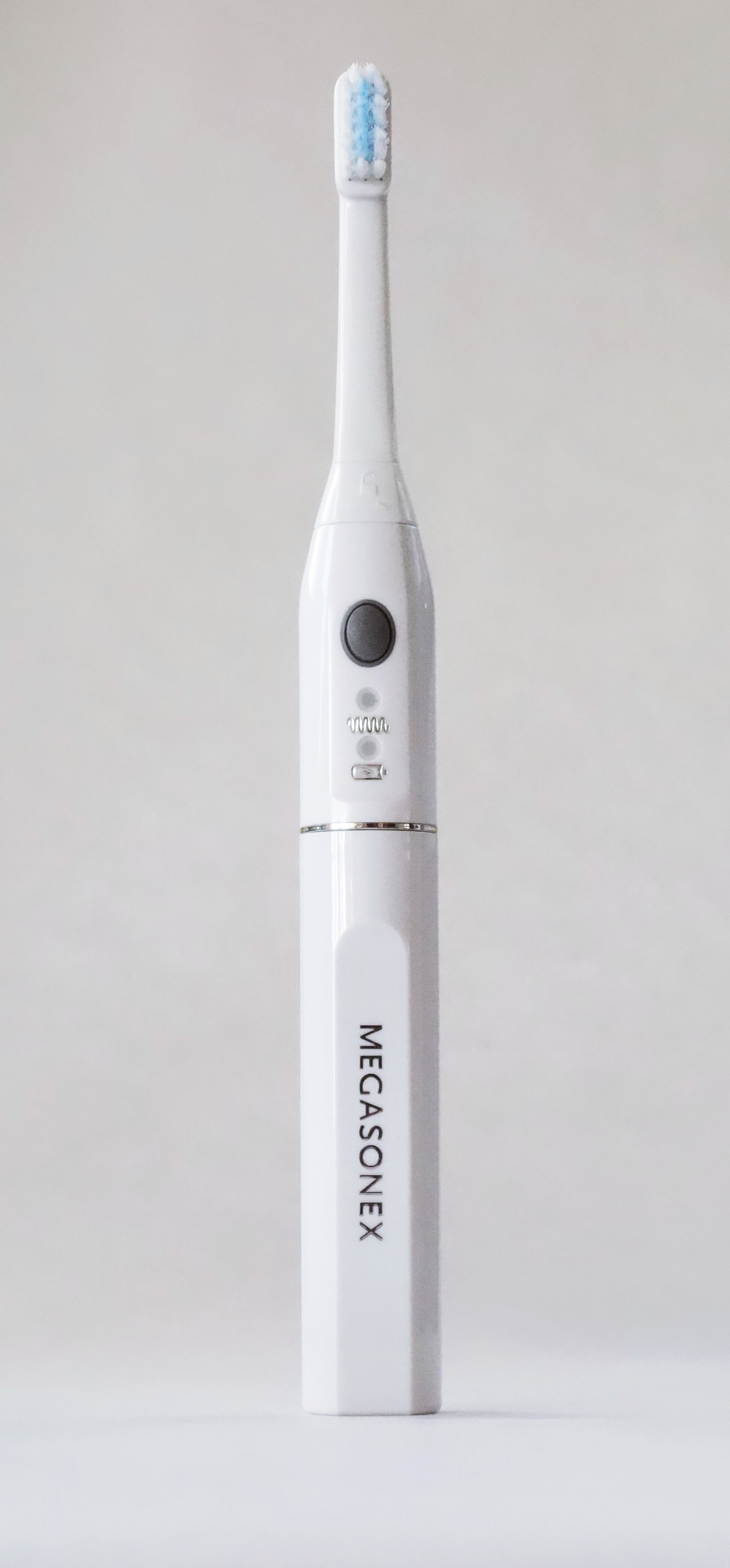
Ультразвуковая зубная щётка (Megasone

Новейшими разработками в области оральной гигиены являются ультразвуковые щётки, основанные на действии ультразвуковой волны. Щётка считается ультразвуковой, если она генерирует звуковую волну частоты от 20 000 Гц, что равно 20 000 движений в секунду. FDA США была одобрена ультразвуковая частота 1.6 МГц (1 600 000 движений в секунду) для использования в электрических щётках.
Ультразвуковые щётки вибрируют на очень высокой частоте, но с малой амплитудой движения. Эти звуковые волны разрывают цепочки бактерий, составляющие зубной налёт и повреждают их метод крепления к поверхности зубов даже на расстоянии 5 мм.
Некоторые зубные щётки, например, Emmi-Dent генерируют только ультразвук. Другие ультразвуковые щётки, например, Ultreo и Megasonex, генерируют дополнительно механическую вибрацию от 9000 до 40 000 движений в секунду, типичную для звуковых щёток. Выметающие движения щетинок помогают удалять частички пищи и остатки бактериальных цепочек. Механическая вибрация щетинок в данных щётках имеет гораздо меньшую амплитуду движения, чем в звуковых, поскольку их эффективность основана в большей степени именно на ультразвуке, а не на механическом действии.
В связи со сходством названий «звук» и «ультразвук» люди часто путают звуковые щётки с ультразвуковыми. Если щётка работает на частоте менее 20 000 Гц (20 000 движений в секунду) — это звуковая. Зубные щётки, работающие на частоте за пределом слышимости человека — свыше 20 000 Гц (20 000 движений в секунду) считаются ультразвуковыми. На сегодняшний день большинство УЗ щёток работают на частоте 1.6 МГц, так как именно эта частота была одобрена FDA США более 20 лет назад и её эффективность и безопасность подтверждена многочисленными научными исследованиями по всему миру.

## Эффективность
Существует мнение, что электрические щётки эффективнее мануальных, так как менее зависят от техники чистки пользователя. Некоторые стоматологи считают, что они помогают детям преодолеть боязнь посещения стоматолога. Независимые исследования показали, что большинство электрических щёток не эффективнее мануальных, при правильном пользовании. Некоторые исследования показали, что щётки с возвратно-вращательными движениями щетинок могут быть эффективнее мануальных. Исследования показали, что техника чистки зубов, а также затраченное время значительно важнее выбора самой щётки. Пользователи с ограниченными физическими возможностями имеют сложности при чистке задних зубов, поэтому стоматологи считают электрические щётки более удобными и эффективными для этой категории пользователей. Недавний обзор Cochrane привёл новые данные о преимуществе электрических щёток над мануальными. Налёт сократился на 11 % и воспаление при гингивите сократилось на 6 % после одного — трёх месяцев использования, а после более трёх месяцев использования — на 21 % и 11 % соответственно. Ультразвук, генерируемый ультразвуковыми щётками, способен разрывать налётообразующие цепочки бактерий (Streptococcus mutans), повреждать их оболочку и уничтожать их метод крепления к поверхности эмали на расстоянии 5 мм от налёта.
Эффективность электрической щётки зависит не только от её действия и правильного использования, но также от состояния щетинок. Большинство производителей рекомендуют менять насадки каждые 3-6 месяцев или по мере износа щетинок.

## Источник питания и зарядка
Современные электрические щётки работают на низком вольтаже — не более 12 Вольт. Некоторые имеют трансформаторы, однако большинство имеют встроенный аккумулятор или батарейки, расположенные в корпусе щётки и защищённые от влаги во избежание повреждения электроники. Ранние модели с никель-кадмиевыми аккумуляторами имели металлические контакты на зарядных устройствах. В современных щётках аккумулятор заряжается при помощи индукции.

## Дополнительные опции

### Таймер
Многие современные электрические щётки имеют таймер, который подаёт звуковой сигнал либо прерывает действие, обычно после 2-3 минут работы и каждые 30 секунд. Это связано с порядком и временем чистки зубов — при 2 минутах уделять 30 секунд на каждую четверть области зубов.

### Дисплей
Некоторые электрические щётки имеют жидкокристаллический дисплей для отсчёта времени и смайлики для поощрения оптимальной чистки.

### Сенсор нажима
Излишний нажим при чистке зубов может привести к повреждению эмали и дёсен. Некоторые зубные щётки имеют сенсор, предохраняющий пользователя от излишнего нажима. Существуют два типа сенсора нажима: один издаёт звук, а другой останавливает действие щётки.

### Индикатор ультразвука
Так как ультразвук существует за пределами слышимости человека и амплитуда движения не ощутима, его присутствие пользователь не может определить. Поэтому для наглядности ультразвуковые щётки снабжены встроенным индикатором ультразвука.

### Режимы чистки
Большинство звуковых щёток имеют различные режимы работы и интенсивности чистки: режим для чувствительных зубов, для отбеливания зубов и в некоторых — для чистки языка.
Некоторые электрические щётки комбинируют ультразвуковое и механическое звуковое действие, что позволяет уменьшить или полностью отключить вибрацию. Поскольку амплитуда ультразвукового движения неощутима, режим без вибрации рекомендуется пациентам, перенёсшим хирургическое вмешательство оральной полости, либо плохо переносящим механическую вибрацию, но желающим иметь высокий уровень качества чистки.